# Горчаков, Дмитрий Петрович (воевода)
Князь Дмитрий Петрович Горчаков († 1642) — московский дворянин и воевода в Смутное время и во времена правления Михаила Фёдоровича.
Старший сын князя Петра Ивановича Горчакова. Имел братьев князей: Андрея, Алферия и Данило Петровичей, известных по родословным.

## Биография
Стряпчий, явился в полк к боярину и князю Дмитрию Тимофеевичу Трубецкому и состоял в списке чинов, бывших на земской службе (июнь 1611). Участник московского осадного сиденья (1618), за что получил вотчину. Объезжий голова для бережения от огня в Москве, от Пятницкой улицы до Москвы-реки (1625-1626). Командирован на Устюг для сыска разбойников (10 ноября 1626). Дворянин Московский (1627-1642). Приглашён к столу Государя (06 августа 1628). Являлся с поздравлением со Светлым праздником "удостоился видеть царские очи" (1631; 1632 и 1633). Воевода, по росписи на случай осады Москвы, должен был охранять участок за Москвой-рекой — от реки до Серпуховских ворот (1633). Отводил в тюрьму князя Никиту Ивановича Одоевского и князя Фёдора Семёновича Куракина по местническому делу (октябрь 1633). Воевода на Чёрном Яре (1635-1637). Воевода у Дубенских засек (1638) и в том же году делал Козельскую засеку. Дворянин московский, назначен в приказ Новой чети к князю Борису Александровичу Репнину (11 августа 1642). Участвовал в числе московских дворян на Земском соборе, рассматривавшем вопрос об удержании за Россией — Азова (03 января 1642).
Владел поместьями в Каширском и Московском уезде.
Умер в 1642 году о чём имеется запись в Боярской книге.

## Семья
Жена: Александра Фёдоровна урождённая Чередова, дочь Фёдора Деевича Чередова.
От брака:
- князь Василий Дмитриевич — стольник[1] и воевода.
- князь Никита Дмитриевич — стольник[1] и воевода.
- княжна Фёкла Дмитриевна — помещица, упомянута (1644).

## Критика
П.В. Долгоруков в Российской родословной книге показывает у отца князя Петра Ивановича Горчакова четырех выше указанных сыновей.
М.Г. Спиридов показывает только трёх сыновей: Дмитрия (о ком статья), Андрея и Алферия, а князь Данило отсутствует.